# Innbrücke Zuoz
Die Innbrücke Zuoz ist eine kleine Strassenbrücke über den Inn in Zuoz im Oberengadin im schweizerischen Kanton Graubünden.
Als sie 1901 erbaut wurde, war das Dorf noch nicht an die Rhätische Bahn angeschlossen. Heute führt die Brücke die relativ enge Via Dorta vom Parkplatz unterhalb der Hauptstrasse 27 zur Bahnunterführung und zum Bahnhof weiter oben am Talhang. Sie ist nicht zu verwechseln mit der grösseren zweispurigen Innbrücke 85 m flussabwärts an der Via Staziun, die direkt von der in den 1980er Jahren gebauten modernen H27 abzweigt.
Sie wurde bekannt als die erste der von Robert Maillart entworfenen Stahlbetonbrücken mit Dreigelenkbogen und Hohlkastenkörper, in denen der Bogen durch Seitenwände mit der Fahrbahnplatte zu einem starren Ganzen verbunden wird.

## Beschreibung
Die Brücke ist nach der Sanierung von 1968 insgesamt 47,68 m lang und 4,60 m breit, wobei die erneuerte Fahrbahnplatte die Widerlager überdeckt. Ihr Dreigelenkbogen aus Stahlbeton ist 3,40 m breit und hat eine Stützweite von 38,28 m bei einer Pfeilhöhe von 3,60 m. Er bildet gleichzeitig den Untergurt des zweizelligen Hohlkastens, dessen Stege etwas nach innen versetzt sind, was den Bogen optisch hervortreten lässt. Die Kämpfer aus Beton sind im Untergrund verborgen; sie wurden bei der Sanierung durch Bodenanker gesichert. Auf ihnen wurden die Widerlager aus Natursteinen aufgemauert. Die 18 cm dicke, beidseitig auskragende Fahrbahnplatte war durch die drei Stege auf dem Bogen aufgeständert. Sie bildete die Deckplatte des Hohlkastens und war damit ein Teil des Tragwerks, was eine leichtere und kostengünstigere Gesamtkonstruktion erlaubte. Die unter ihr aussen angehängten Versorgungsleitungen sind wohl notwendig, aber keine Zierde.

## Geschichte
Die Brücke wurde 1901 erbaut, als im Rahmen der Korrektur des Inns aus dem Gebiet der Gemeinde Zuoz ein neuer Flussübergang notwendig wurde. Das Unternehmen Froté & Westermann aus Zürich, das bereits die erste Betonbrücke mit Eiseneinlage der Schweiz in Wildegg erstellt hatte, gewann mit Maillarts Entwurf die Ausschreibung, weil er einen geringen Unterhaltungsaufwand versprach, aber auch, weil die Gemeinde viele Leistungen selbst erbringen konnte (Holz für das Lehrgerüst, Kies, Sand und Steine und die meisten Bauarbeiten). Das neuartige monolithische Tragwerk bereitete zu jener Zeit allerdings erhebliche analytische Schwierigkeiten, wie der als Prüfingenieur beauftragte Wilhelm Ritter bestätigte. Nach den Belastungsversuchen lobte er die Brücke als Erstlingswerk, das Nachahmer finden werde, aber als solches nicht frei von kleinen Mängeln sein könne. Im Herbst 1903 zeigten sich denn auch kleine Risse in den Seitenwänden, die Maillart auf das Schwinden des Betons zurückführte. Bei dem Entwurf für die Vorderrheinbrücke in Tavanasa und danach bei allen seinen Entwürfen verzichtete er deshalb auf geschossene Seitenwände im Bereich der Widerlager.
1968 zeigten sich insbesondere in der Fahrbahn erhebliche Verwitterungsschäden. Bei der nachfolgenden Sanierung wurde die Fahrbahnplatte erneuert und dabei geringfügig erweitert.